# Callicarpa chazaliei
Callicarpa chazaliei är en nässeldjursart som beskrevs av W. Versluys 1899. Callicarpa chazaliei ingår i släktet Callicarpa och familjen Plumulariidae. Inga underarter finns listade i Catalogue of Life.